# Давидовка (Гомельська область)
Давидовка (біл. Давыдаўка) — колишнє село в Давидовській сільській раді Гомельського району Гомельської області Республіки Білорусь. 

## Географія

### Розташування
На заході межує із лісом. За 3 км на південний захід від Гомеля.

## Гідрографія
Через село проходить меліоративний канал, з'єднаний з річкою Сож.

## Транспортна мережа
Поруч автошлях Калинковичі — Гомель. Планування складається з трохи вигнутої вулиці, яка орієнтована з південного заходу на північний схід, до якої з півночі приєднується коротка вулиця. Забудова двостороння, здебільшого дерев'яна, садибного типу.

## Історія
Засноване у 1847 році як слобода у Білицькому повіті Могильовської губернії. У 1850 році у володінні графа Івана Паскевича. У 1862 році в Єроминській волості Гомельського повіту. З 1880 року діяв хлібний магазин. У 1909 році 497 десятин землі. Діяло народне училище (1907 року 61 учень).
У 1924 році почали працювати артіль з видобутку торфу та нафтовий млин. З 8 грудня 1926 року центр Давидовської сільської ради Гомельського району Гомельського округу (до 26 липня 1930 року), з 20 лютого 1938 року Гомельської області. 1926 року працювали поштовий пункт, школа. У 1930 році організовано колгосп «Червоний Жовтень». У 1941 році біля села відкрито поклади кам'яної солі. Під час німецько-радянської війни звільнено від окупантів 26 листопада 1943 року. 63 мешканці загинули на фронті. Відповідно до перепису 1959 року у складі колгоспу «Перемога» (центр — село Красне). Розміщуються відділення торфопідприємства «Паризька комуна», швейна та шевська майстерні, середня школа, клуб, бібліотека, фельдшерсько-акушерський пункт, відділення зв'язку, 3 магазини. До складу Давидовської сільської ради входили нині села Любни, Мильчанськ (до 1934 року), Павлове (до 1963 року), Лищинець (до 1960 року), селище Сонячне (до 1968 року).
17 травня 2007 року Давидовка включена до складу Гомеля, сільську раду ліквідовано 21 червня 2007 року, населені пункти Давидовської сільської ради Уза, Сосновка, Осовці включені до складу Бобовицької сільської ради.